# Madžarska na Pesmi Evrovizije
Madžarska se je prvič prijavila na Pesem Evrovizije leta 1993, vendar se pevka Andrea Szulák ni uspela prebiti skozi kvalifikacijskega izbora (Kvalifikacija za Millstreet), ki je potekal v Ljubljani za države Vzhodne Evrope. 
Na Pesmi Evrovizije je tako prvič Madžarska nastopila leta 1994. Pevka Friderika Bayer je bila na začetku glasovanja celo v vodstvu, na koncu pa je zasedla 4. mesto. Nastop leta 1995 ni bil tako uspešen - Madžarska je prejela le 3 točke in zasedla predzadnje mesto. Leta 1996 se znova ni uspela prebiti skozi kvalifikacijski izbor.
Tretji nastop na Evroviziji je sledil leta 1998, nato pa se Madžarska do leta 2005 ni več udeležila izbora. Tudi leta 2006 ni nastopila, na Pesmi Evrovizije 2007 pa je madžarsko zastopala Magdi Rúzsa, zmagovalka 3. sezone madžarske oddaje glasbenih talentov Megasztár. Leta 2008 je Madžarsko zastopala pevka Csézy, ki je v drugem polfinalnem večeru zasedla zadnje mesto.
Nazadnje so sodelovali leta 2019.

## Madžarski predstavniki
| Leto | Glasbeniki             | Pesem                           | Jezik                   | Finale      | Točke       | Polfinale          | Točke              |
| ---- | ---------------------- | ------------------------------- | ----------------------- | ----------- | ----------- | ------------------ | ------------------ |
| 1993 | Andrea Szulák          | "Árva reggel"                   | Madžarščina             | Brez finala | Brez finala | 6.                 | 44                 |
| 1994 | Friderika Bayer        | "Kinek mondjam el vétkeimet?"   | Madžarščina             | 4.          | 122         | Ni bilo polfinalov | Ni bilo polfinalov |
| 1995 | Csaba Szigeti          | "Új név a régi ház falán"       | Madžarščina             | 22.         | 3           | Ni bilo polfinalov | Ni bilo polfinalov |
| 1996 | Gjon Delhusa           | "Fortuna"                       | Madžarščina             | Brez finala | Brez finala | 23.                | 26                 |
| 1997 | V.I.P.                 | "Miért kell, hogy elmenj?"      | Madžarščina             | 12.         | 39          | Ni bilo polfinalov | Ni bilo polfinalov |
| 1998 | Charlie                | "A holnap már nem lesz szomorú" | Madžarščina             | 23.         | 4           | Ni bilo polfinalov | Ni bilo polfinalov |
| 2005 | NOX                    | "Forogj, világ!"                | Madžarščina             | 12.         | 97          | 5.                 | 167                |
| 2007 | Magdi Rúzsa            | "Unsubstantial Blues"           | Angleščina              | 9.          | 128         | 2.                 | 224                |
| 2008 | Csézy                  | "Candlelight"                   | Angleščina, madžarščina | Brez finala | Brez finala | 19.                | 6                  |
| 2009 | Zoli Ádok              | "Dance with Me"                 | Angleščina              | Brez finala | Brez finala | 15.                | 16                 |
| 2011 | Kati Wolf              | "What About My Dreams?"         | Angleščina, madžarščina | 22.         | 53          | 7.                 | 72                 |
| 2012 | Compact Disco          | "Sound of Our Hearts"           | Angleščina              | 24.         | 19          | 10.                | 52                 |
| 2013 | ByeAlex                | "Kedvesem" (Zoohacker Remix)    | Madžarščina             | 10.         | 84          | 8.                 | 66                 |
| 2014 | András Kállay-Saunders | "Running"                       | Angleščina              | 5.          | 143         | 3.                 | 127                |
| 2015 | Boggie                 | "Wars for Nothing"              | Angleščina              | 20.         | 19          | 8.                 | 67                 |
| 2016 | Freddie                | "Pioneer"                       | Angleščina              | 19.         | 108         | 4.                 | 197                |
| 2017 | Joci Pápai             | "Origo"                         | Madžarščina             | 8.          | 200         | 2.                 | 231                |
| 2018 | AWS                    | "Viszlát nyár"                  | Madžarščina             | 21.         | 93          | 10.                | 111                |
| 2019 | Joci Pápai             | "Az én apám"                    | Madžarščina             | Brez finala | Brez finala | 12.                | 97                 |